# Interstate 72
Die Interstate 72 ist ein Teil des Interstate-Highway-Systems der USA.  Die Autobahn führt von Hannibal, im US-Bundesstaat Missouri, über den Mississippi River nach Illinois, wo sie an Springfield und Decatur vorbeiführt bis nach Champaign, wo sie mit der Interstate 57 zusammentrifft.  Sie ist eine der weniger befahrenen Autobahnen von Illinois.
| Meilen | km  | Bundesstaat |  |
|        |     |             |  |
| 04     | 06  | Missouri    |  |
| 182    | 295 | Illinois    |  |
|        |     |             |  |
| 186    | 301 | Total       |  |

## Zubringer und Umgehungen
- Interstate 172 bei Quincy